# Solange (nome)
Solange  è un nome proprio di persona francese femminile.

## Varianti
- Femminili: Solène[1], Soline[1]

## Origine e diffusione
Riprende il nome di una santa francese del IX secolo, che viene solitamente latinizzato in Sollemnia; generalmente, l'etimologia viene ricercata nel termine latino sollemnis (dal significato originario di "annuale", e poi di "dedicato", "stabilito" e anche "solenne", "religioso"). 
In italiano si riscontra un suo uso recente, dovuto specialmente al suono piacevole del nome e ad un'associazione popolare a solus ("solo"); il nome è stato adottato anche nei paesi anglofoni, a partire dal XIX secolo.

## Onomastico
L'onomastico si festeggia il 10 maggio in ricordo di santa Solange (il cui nome viene italianizzato in Solanga o Solangia), una pastorella francese che sarebbe stata uccisa da un suo spasimante presso Bourges.

## Persone
- Solange Berry, cantante belga

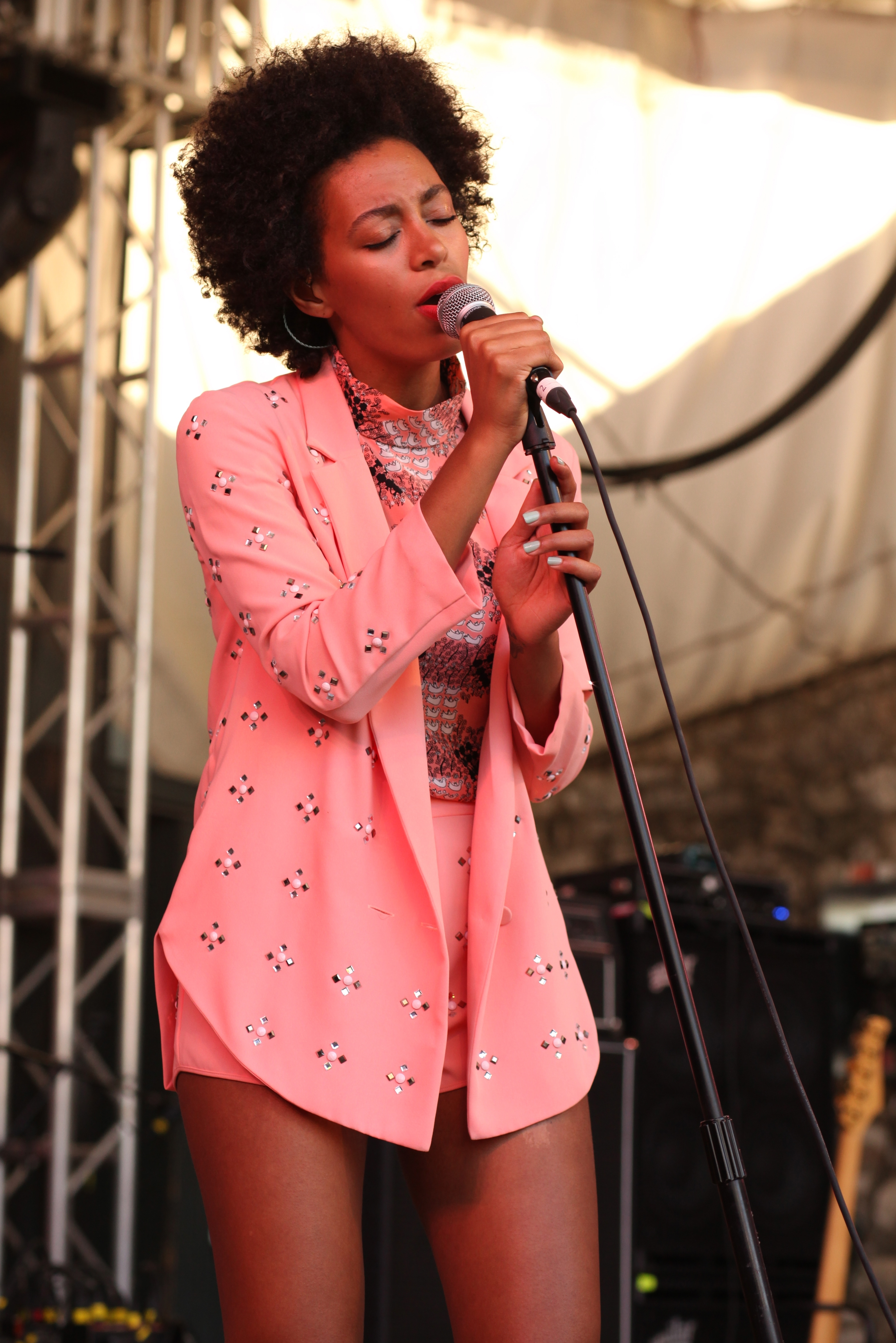
Solange Knowles

- Solange Carvalhas, calciatrice portoghese
- Solange Ghernaouti, informatica svizzera
- Solange Knowles, cantautrice, produttrice discografica e modella statunitense
- Solange Schwarz, danzatrice francese
- Solange Witteveen, altista argentina

### Variante Solène
- Solène Barbance, calciatrice francese
- Solène Durand, calciatrice francese
- Solène Jambaqué, sciatrice alpina francese
- Solène Ndama, atleta francese
- Solène Rigot, attrice francese

## Il nome nelle arti
- Solange è un personaggio del film del 1965 Amanti d'oltretomba, diretto da Mario Caiano.
- Solange è un personaggio del film del 1970 Paranoia, diretto da Umberto Lenzi.
- Solange è un personaggio del film del 1978 Preparate i fazzoletti, diretto da Bertrand Blier.
- Solange è un personaggio del film del 1979 Tesoromio, diretto da Giulio Paradisi.
- Solange è un personaggio del film del 1992 Caccia alle farfalle, diretto da Otar Iosseliani.
- Solange è un personaggio del film del 2006 Casino Royale, diretto da Martin Campbell.
- Solange è un personaggio della telenovela Dancin' Days.
- Solange è un personaggio della serie animata Loulou de Montmartre.
- Solène è un personaggio del film del 1996 Un ragazzo, tre ragazze, diretto da Éric Rohmer.
- Solange Beauregard è un personaggio del film del 1972 Cosa avete fatto a Solange?, diretto da Massimo Dallamano.
- Solange Blondin è un personaggio del film del 1928 Tire-au-flanc, diretto da Jean Renoir.
- Solange St.Clair è un personaggio del romanzo di Irène Némirovsky Due.
- Solange è una canzone di Leo Jaime, cover in portoghese di So Lonely del gruppo The Police.